# Kanton Einbeck (Stadt)
Der Kanton Einbeck (Stadt) bestand von 1807 bis 1813 im Distrikt Einbeck im Departement der Leine im Königreich Westphalen und wurde durch das Königliche Decret vom 24. Dezember 1807 gebildet.

## Gemeinden
- Einbeck (ehemals hannoverisch)